# John Stone Stone

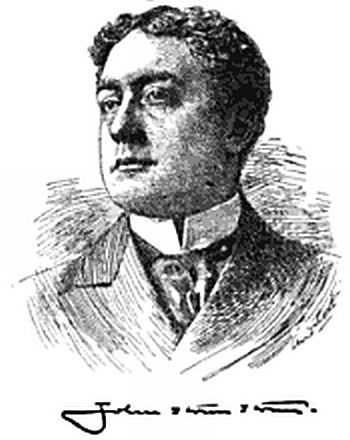
John Stone Stone

John Stone Stone (* 24. September 1869 in Manakin-Sabot, Virginia; † 20. Mai 1943 in San Diego) war ein US-amerikanischer Mathematiker, Physiker und Erfinder. Sein Vater, Charles Pomeroy Stone war Ingenieur, General im Amerikanischen Bürgerkrieg und diente dann als Aide-de-camp des Ismail Pascha. Seine Mutter war Jeannie Stone.

## Leben
Bis 1869 wuchs John in Kairo auf und wurde von seinem Vater unterrichtet. Nach der Rückkehr besuchte er die Columbia Prep, Columbia University und Johns Hopkins University. 1896 wurde er in die American Academy of Arts and Sciences gewählt. Nach Forschungsarbeiten bei AT&T in Boston und am Massachusetts Institute of Technology wurde er Direktor, Vizepräsident und Chefingenieur der neu gegründeten Firma Stone Telegraph & Telephone Co., der er von 1908 bis 1910 als Präsident vorsaß. Die Firma baute Sender für die U.S. Navy. 1907 gründete er in Boston die Society of Wireless Telegraph Engineers (SWTE), deren Präsident er bis 1909 war. Nach dieser Zeit arbeitete er als Berater und Patentexperte. Ab 1920 wurde er erneut für AT&T tätig, diesmal als Berater der Forschungs- und Entwicklungsabteilung. Diese Tätigkeit übte er 15 Jahre lang aus. 1923 erhielt er die Medal of Honor des Institute of Radio Engineers (IRE), bei dem er von 1912 bis 1917, nach dem Zusammenschluss von SWTE und IRE auch im Vorstand vertreten war.

## Erfindungen
Stone erreichte viele Neuerungen im Bereich der Telefonie und Radiotelegrafie. Bei Bell gelang ihm die Erfindung des Stone Common Battery System (mit Spulen zwischen Batterie und Telefonleitungen) und war er an der Entwicklung neuer Methoden der gleichmäßigen induktiven Aufladung von Telefonkabeln beteiligt.
Er hielt einige Patente. Eines wurde erst nach seinem Tod gegenüber dem ähnlichen System von Guglielmo Marconi bestätigt. Er war zudem Autor von diversen Publikationen. Die wichtigste war The Practical Aspects of the Propagation of High Frequency Waves Along Wires (deutsch: Praktische Aspekte der Verstärkung von hochfrequenten Wellen in Kabeln). Für diese Arbeit erhielt er 1913 die Edward-Longstrength-Medaille des Franklin-Institutes.